# La strana voglia di Jean
La strana voglia di Jean (The Prime of Miss Jean Brodie) è un film del 1969 diretto da Ronald Neame, basato sul romanzo Gli anni fulgenti di Miss Brodie (The Prime of Miss Jean Brodie) di Muriel Spark e sulla pièce teatrale di Jay Presson Allen tratta dal romanzo.
Grazie alla sua interpretazione, Maggie Smith ha vinto il Premio Oscar alla migliore attrice protagonista.
Fu presentato in concorso al 22º Festival di Cannes.

## Trama
Jean Brodie è un'insegnante della scuola media superiore femminile Marcia Blaine School di Edimburgo, in Scozia, negli anni 30. Jean è solo apparentemente moderna e anticonvenzionale ma non nasconde una pericolosa fascinazione per i regimi totalitari e le ideologie oscurantiste. Donna energica e entusiasta è conosciuta per la sua tendenza a considerare se stessa costantemente nel fiore degli anni, nonostante non sia più giovanissima, ma soprattutto per il modo in cui, discostandosi pericolosamente dai rigidi dettami dei programmi scolastici, tende a romanzare ed edulcorare le figure dei dittatori fascisti dell'epoca come Benito Mussolini e Francisco Franco. La professoressa Brodie dedica il suo tempo e le sue energie prevalentemente a quattro ragazzine della scuola particolarmente influenzabili, soprannominate il Gruppo Brodie: Sandy, Monica, Jenny e Mary.
Il Gruppo va spesso a visitare musei d'Arte, teatro, concerti, e tra le altre cose fa picnic sul prato della scuola, cosa che infastidisce non poco la severa direttrice della scuola, Emmeline Mackay. La donna non gradisce il fatto che le ragazze si acculturino senza tener conto dei rigidi programmi scolastici, e la ragazze di Brodie sembrano piuttosto precoci per la loro età. Inoltre la Mackay sembra anche avere un certo rancore nei confronti di Brodie che ha avuto l'incarico al Marcia Blaine sei anni prima che lei fosse nominata direttrice. La signorina Brodie ripete sempre alle ragazze con spavalderia che smetterà di insegnare solo se qualcuno la ucciderà.
Oltre a lavorare con le ragazze, Jean attira l'attenzione di un insegnante di musica e maestro di coro, il signor Gordon Lowther, con il quale lei e le ragazze passano molto tempo a casa sua a Cramond, un villaggio vicino al mare alla periferia di Edimburgo. Brodie a volte passa la notte col signor Lowther, ma tenta di tenerlo segreto alle ragazze. Il signor Lowther vorrebbe sposarsi ma Brodie tergiversa poiché prova ancora qualcosa per il suo ex amante sposato, Teddy Lloyd, che insegna Arte nelle classi superiori della scuola.
Con Brodie lavorano la signorina Campbell, insegnante di educazione fisica; le signorine Ellen e Allison Kerr, due sorelle entrambe insegnanti di cucito nella scuola; la signorina McKenzie, la severa bibliotecaria; e la signorina Gaunt, la timida e silenziosa segretaria della direttrice: tutte in qualche modo disapprovano i suoi metodi di insegnamento poco ortodossi e l'influenza che esercita sulle ragazze. 
Il fratello della signorina Gaunt è diacono presso la chiesa dove lavora il signor Lowther, e alla fine chiederà le dimissioni di quest'ultimo da organista e capo coro a causa della relazione che intrattiene con Jean. 
Nel giro di qualche anno, la signorina Brodie raggiunge l'apice della sua carriera ma poi decade in modo spettacolare, dato che la signorina Mackay e molte delle altre insegnanti e lo staff della scuola, non vogliono più che continui ad insegnare lì. Durante il suo declino, perde anche il signor Lowther che si fidanza con la signorina Lockhart, insegnante di chimica alle scuole superiori e una della poche insegnanti della Marcia Blaine che aveva provato ad essere più comprensiva nei confronti di Jean sia come persona che per il suo metodo di insegnamento.
Quando anche le ragazze del gruppo Brodie diventano più grandi e passano alle superiori, la signorina Brodie inizia a catturare un nuovo gruppo di studentesse giovani, in particolare una ragazza chiamata Clara che le ricorda molto la sua preferita Jenny. Mentre Mary, Monica e Jenny diventano grandi amiche, Sandy si allontana dal gruppo pur facendone ancora parte.
La signorina Brodie cerca di manipolare la relazione tra Jenny e il signor Lloyd, e spinge Sandy a spiarli per lei. In realtà è Sandy (che ha maturato del risentimento nei confronti di Jean per i continui elogi alla bellezza di Jenny) ad avere una relazione col signor Lloyd. Sandy però terminerà questa relazione per la travolgente ossessione del signor Lloyd per la signorina Brodie.
Mary, influenzata da Brodie, decide di trasferirsi in Spagna per raggiungere suo fratello, che crede stia combattendo per Franco. Purtroppo viene uccisa quando il treno dove viaggia subisce un attacco poco dopo aver attraversato la frontiera. Questo evento sancisce il definitivo allontanamento di Sandy che rivelerà i tentativi di Brodie di imporre le sue idee politiche agli studenti, ai dirigenti scolastici, i quali decidono alla fine di licenziarla.
Sandy affronta la signorina Brodie, sottolineandone i crimini commessi, in particolar modo la manipolazione di Mary, la sua parte di colpa nella sua morte insensata (per la quale è indifendibile), e la dannosa influenza che ha esercitato sulle altre ragazze, aggiungendo che il fratello di Mary stava in realtà combattendo con i Repubblicani, gli antifascisti Spagnoli. La signorina Brodie, dal canto suo, fa alcuni severi ma astuti commenti sul carattere di Sandy, in particolare la sua abilità di giudicare freddamente e distruggere gli altri. Sandy ribatte che Brodie ha sempre affermato di ammirare i dittatori e infine esce dalla classe, lasciando una disperata Brodie che la segue urlandole "Assassina!!".
Dopo questo confronto, Sandy, Monica e Jenny si diplomano con le altre ragazze. Nonostante sappia bene di aver tradito Brodie rivelando la verità alla Mackay e ai dirigenti, Sandy aveva agito così, poiché preoccupata che qualche altra ragazza fosse potuta diventare il nuovo obiettivo di Brodie e dei suoi fanatismi, e probabilmente anche per il risentimento che nutriva per le preferenze che lei aveva per Jenny e per l'insaziabile ossessione che Lloyd aveva per lei.
Quando Sandy lascia la scuola per l'ultima volta, il suo volto è segnato da lacrime di rabbia e amarezza e la signorina Brodie (con una voce fuoricampo) sussurra il suo motto: "Ragazze, il mio lavoro consiste nel mettere teste vecchie su giovani spalle, e tutti i miei studenti sono la crème de la crème. Datemi una ragazza di un'età influenzabile e sarà mia per tutta la vita."

## Riconoscimenti
- 1970 - Premio Oscar
  - Miglior attrice protagonista a Maggie Smith
  - Candidatura Migliore canzone originale (Jean) a Rod McKuen
- 1970 - Golden Globe
  - Migliore canzone originale (Jean) a Rod McKuen
  - Candidatura Miglior film drammatico
  - Candidatura Miglior attrice in un film drammatico a Maggie Smith
- 1970 - British Academy Film Award
  - Migliore attrice protagonista a Maggie Smith
  - Migliore attrice non protagonista a Celia Johnson
  - Candidatura migliore attrice non protagonista a Pamela Franklin
- 1969 - National Board of Review Awards
  - Migliori dieci film
  - Miglior attrice non protagonista a Pamela Franklin
- 1969 - Festival di Cannes
  - Candidatura Palma d'oro a Ronald Neame